# Sundoluhur
Sundoluhur is een bestuurslaag in het regentschap Pati van de provincie Midden-Java, Indonesië. Sundoluhur telt 4528 inwoners (volkstelling 2010).